# Spirorbis foraminosus
Spirorbis foraminosus är en ringmaskart som beskrevs av Bush 1905. Spirorbis foraminosus ingår i släktet Spirorbis och familjen Serpulidae. Inga underarter finns listade i Catalogue of Life.